# Corineo

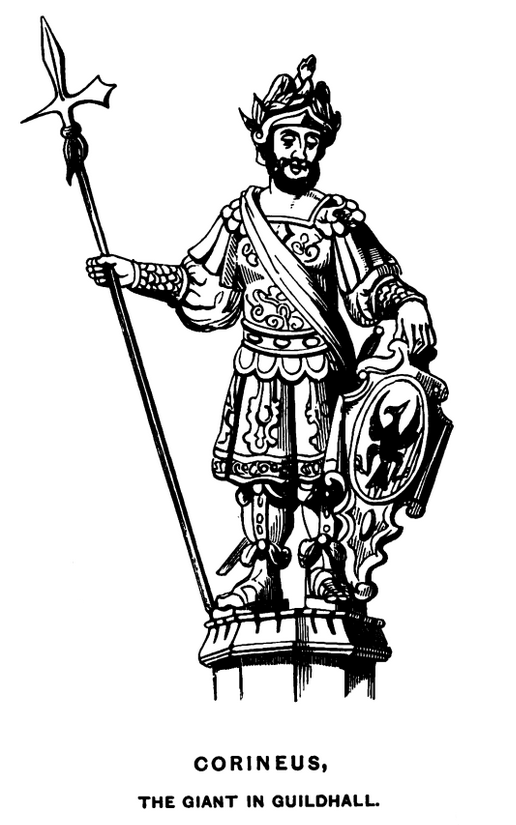
Immagine di una figura lignea rappresentante Corineo, esposta alla Guildhall di Londra

Corineo o Corin è, nella mitologia britannica, un prodigioso guerriero, in grado di affrontare i giganti. È l'eponimo fondatore della Cornovaglia.

## Mito
Secondo Goffredo di Monmouth, egli condusse i discendenti di Troia fuggiti con Antenore dall'assedio di Troia e rifugiatisi sulle coste del Mar Tirreno. Dopo che Bruto di Troia, pronipote del principe troiano Enea, venne esiliato dall'Italia e liberò i prigionieri troiani in Grecia, si incontrò con Corineo e con il suo popolo, e si unì a loro nel loro viaggio. Giunti in Gallia, Corineo provocò una guerra con il re di Aquitania, Goffario Pitto (Goffar), cacciando nelle sue foreste senza permesso, e massacrò migliaia di nemici con la sua ascia da guerra. Dopo aver sconfitto il re d'Aquitania, i troiani attraversarono il mare verso l'isola di Albione, che Bruto ribattezzò Britannia in suo onore.
Corineo si stabilì in Cornovaglia che, secondo il mito, era allora abitata da giganti. Il duro scontro tra il popolo di Corineo ed i giganti guidati dal loro capo Gogmagog fu duro, ma alla fine i troiani vinsero e lasciarono vivo solo Gogmagog per uno scontro diretto con Corineo. La lotta ebbe luogo, secondo la leggenda, nei pressi di Plymouth e Corineo vinse il gigante gettandolo su una roccia. 
Corineo viene indicato da Goffredo come il primo dei duchi leggendari di Cornovaglia, nonché antenato dei primi sovrani leggendari della Britannia, attraverso sua figlia Gwendolen.